# 菅裕明
菅 裕明（すが ひろあき、1963年2月21日 - ）は、日本の工学者、教育者、実業家、東京大学大学院理学系研究科教授、岡山大学エグゼクティブアドバイザー。バイオベンチャー企業「ペプチドリーム」創業者で社外取締役。日本のケミカルバイオロジー、進化分子工学で活躍する学者である。

## 概説
岡山市北区出身。岡山県立岡山芳泉高等学校を経て、岡山大学大学院修了後、渡米。マサチューセッツ工科大学大学院（化学科）で正宗悟に師事、Ph.D.を取得後、マサチューセッツ総合病院分子生物学科・ショスタク研究室にて博士研究員。
主な研究は、人工リボザイム、分子進化、遺伝暗号改変、細菌クオラムセンシング。
2006年、東京大学発バイオベンチャーであるペプチドリーム株式会社の設立に参画。同社は、菅の全ての特許技術の使用権を有している。

## 略歴
- 1981年 岡山県立岡山芳泉高等学校卒業
- 1986年 岡山大学工学部工業化学科卒業
- 1989年 岡山大学大学院工学研究科修士課程修了
- 1994年 マサチューセッツ工科大学大学院化学科博士課程修了（Ph.D.）[4]
- 1994年 マサチューセッツ総合病院、ハーバード大学医学大学院 博士研究員
- 1997年 ニューヨーク州立大学バッファロー校化学科 Assistant Professor[4]
- 2002年 ニューヨーク州立大学バッファロー校化学科 Associate Professor[4]
- 2003年 東京大学先端科学技術研究センター助教授[4]
- 2005年 東京大学先端科学技術研究センター教授[4]
- 2010年 東京大学大学院理学系研究科教授
- 2018年 岡山大学エグゼクティブアドバイザー（兼務）
- 2020年 日本学術会議会員[5]
- 2022年
  - 内閣府総合科学技術・イノベーション会議議員[6]
  - 日本化学会会長[7]

## 受賞・栄典
- 2011年 - 日本学術会議会長賞[8]
- 2015年 - 文部科学大臣表彰科学技術賞[8]
- 2016年
  - 読売テクノ・フォーラム ゴールド・メダル賞[8]
  - マックス・バーグマンメダル[8]
  - 日本イノベーター大賞特別賞[8]
- 2017年 - 名古屋メダル（シルバー）[8]
- 2019年 - 紺綬褒章
- 2020年 - プレローグ・メダル（チューリッヒ工科大学）
- 2022年 - 紺綬褒章
- 2023年 - ウルフ賞化学部門[2]
- 2024年
  - 日本学士院賞
  - 岡山県文化特別顕賞

## 編著
- 「切磋琢磨するアメリカの科学者たち」 共立出版 2004
- 「実験医学増刊 Vol.43 No.2 創薬の不可能を可能にする 中分子ペプチド医薬」 羊土社 2024